# Белведере (Виена)
Вижте пояснителната страница за други значения на Белведере.
Белведере (на немски: Schloss Belvedere) е бароков дворцов комплекс, построен през 1721 – 1722 по поръчка на принц Евгений Савойски във Виена.
Състои от 2 сгради. По-малката се нарича „Долно Белведере“. Залите ѝ тънат в позлата и в тях могат да се видят скулптури от Средновековието. По-голямата сграда се нарича „Горно Белведере“. Представлява картинна галерия. В нея може да се види най-богатата колекция от платна на известния австрийски художник Густав Климт. Тук е една от най-известните му творби – „Целувката“. На картината художникът е изобразил самия себе си и своята любима Емилия Фльоге. Климт е родоначалник на Виенския сецесион, който обикновено се свързва със стила ар нуво. В галерията може да се видят и творби на Оскар Кокошка и Егон Шиле, които са били съвременници на Климт.
На 1 март 1941 г. в зала на двореца министър-председателят на България проф. Богдан Филов подписва споразумението за присъединяване на Царство България към Тристранния пакт Рим-Берлин-Токио.